# 峨嵋假铁秆草
峨嵋假铁秆草（学名：Pseudanthistiria emeinica）为禾本科假铁秆草属下的一个种。